# Wilhelm Karström
Wilhelm Svedin Karström, född 5 september 1798 i Stockholm, död 23 mars 1874 i Göteborg, var en svensk ämbetsman inom Tullverket.
Wilhelm Karström var son till räntmästaren Johan Ludvig Karström (1761–1840) och Anna Margareta Thorsberg (1758–1837). Han blev 1825 notarie i Generaltullstyrelsen. Han medverkade  omkring 1830 som tenor i amatörteatersällskapet Löfholmens teatersällskap i Lövholmen strax väster om Stockholm. Han var också en tid sekreterare i Harmoniska Sällskapet i Stockholm. År 1837 befordrades han till sekreterare i Generaltullstyrelsen och blev 1846 distriktschef i Västra tulldistriktet i Göteborg. 
Han skrev 1850 "Förslag till tulltaxa för inkommande varor" med förespråkande av frihandelsvänliga idéer.
Wilhelm Karström var en av de tre svenska ledamöterna i den svensk-norska "1855 års mellanrikslagskommitté", vars förslag fälldes 1857 av Stortinget. Han var också ledamot av "1863 års tulltaxekommitté", och 1872—1873 utarbetade han förslag till ny tullstadga. 